# Episodi di Adam-12 (prima stagione)
La prima stagione della serie televisiva Adam-12, composta da 26 episodi, è andata in onda negli Stati Uniti dal 21 settembre 1968 al 5 aprile 1969 sulla NBC. In Italia viene trasmessa su Rete 4 nel 1985.
| nº | Titolo originale                                         | Titolo italiano                                   | Prima TV USA      | Prima TV Italia |
| -- | -------------------------------------------------------- | ------------------------------------------------- | ----------------- | --------------- |
| 1  | Log 1: The Impossible Mission                            | Una missione impossibile                          | 21 settembre 1968 | 1985            |
| 2  | Log 141: The Color TV Bandit                             | La televisione a colori bandita                   | 28 settembre 1968 | 1985            |
| 3  | Log 11: It's Just a Little Dent, Isn't It?               | È solo una piccola ammaccatura, vero?             | 5 ottobre 1968    | 1985            |
| 4  | Log 131: Reed, the Dicks Have Their Job and We Have Ours | Reed, quelli hanno il loro lavoro e noi il nostro | 12 ottobre 1968   | 1985            |
| 5  | Log 91: You're Not the First Guy's Had the Problem       | Non sei il primo ragazzo che ha avuto problemi    | 19 ottobre 1968   | 1985            |
| 6  | Log 161: And You Want Me to Get Married!                 | E tu vuoi che mi sposi!                           | 26 ottobre 1968   | 1985            |
| 7  | Log 71: I Feel Like a Fool, Malloy                       | Mi sento uno stupido, Malloy                      | 2 novembre 1968   | 1985            |
| 8  | Log 72: El Presidente                                    | Il presidente                                     | 9 novembre 1968   | 1985            |
| 9  | Log 101: Someone Stole My Lawn                           | Qualcuno ha preso il mio prato                    | 16 novembre 1968  | 1985            |
| 10 | Log 132: Producer                                        | Il produttore                                     | 30 novembre 1968  | 1985            |
| 11 | Log 111: The Boa Constrictor                             | Il Boa Constrictor                                | 7 dicembre 1968   | 1985            |
| 12 | Log 61: The Runaway                                      | La fuga                                           | 14 dicembre 1968  | 1985            |
| 13 | Log 122 Christmas: The Yellow Dump Truck                 | È natale: il furgone giallo                       | 21 dicembre 1968  | 1985            |
| 14 | Log 81: The Long Walk                                    | La lunga passeggiata                              | 4 gennaio 1969    | 1985            |
| 15 | Log 36: Jimmy Eisley's Dealing Smack                     | Lo schiaffo di Jimmy Eisley                       | 11 gennaio 1969   | 1985            |
| 16 | Log 62: Grand Theft Horse?                               | Furti di cavalli                                  | 18 gennaio 1969   | 1985            |
| 17 | Log 33: It All Happened So Fast                          | È successo tutto così in fretta                   | 1º febbraio 1969  | 1985            |
| 18 | Log 112: You Blew It                                     | L'hai fatto esplodere                             | 8 febbraio 1969   | 1985            |
| 19 | Log 51: A Jumper - Code Two                              | Un ponticello - Codice due                        | 15 febbraio 1969  | 1985            |
| 20 | Log 73: I'm Still a Cop                                  | Sono ancora un poliziotto                         | 22 febbraio 1969  | 1985            |
| 21 | Log 102: We Can't Just Walk Away from It                 | Non possiamo allontanarci più di tanto            | 1º marzo 1969     | 1985            |
| 22 | Log 152: A Dead Cop Can't Help Anyone                    | Un poliziotto morto non può aiutare nessuno       | 8 marzo 1969      | 1985            |
| 23 | Log 12: He - He Was Trying to Kill Me                    | Stava cercando di uccidermi                       | 15 marzo 1969     | 1985            |
| 24 | Log 172: Boy...the Things You Do for the Job             | Le cose che fai al lavoro                         | 22 marzo 1969     | 1985            |
| 25 | Log 92: Tell Him He Pushed Back a Little Too Hard        | Digli che lo ha spinto troppo forte               | 29 marzo 1969     | 1985            |
| 26 | Log 22: ...So This Little Guy Goes into This Bar, and... | Quindi quell'uomo va in quel bar, e...            | 5 aprile 1969     | 1985            |

## Una missione impossibile
- Titolo originale: Log 1: The Impossible Mission
- Diretto da: Jack Webb
- Scritto da: John Randolph

### Trama
Tre settimane prima, il partner dell'agente Pete Malloy, è stato ucciso da un rapinatore durante il tentativo di arrestarlo, costringendo Malloy sul punto di dimettersi dalla polizia. Quello che sarà il suo ultimo giorno in polizia, Malloy viene affiancato da un ufficiale inesperto Jim Reed per il suo primo turno. Dopo il turno, i due vanno d'accordo.

## La televisione TV a colori
- Titolo originale: Log 141: The Color TV Bandit
- Diretto da: Phil Rawlins
- Scritto da: Richard Neil Morgan

### Trama
Malloy e Reed cercano di rintracciare un ladro la cui specialità è il furto di televisori a colori, ma finiscono per arrestare un ladro di gioielli. Incontrano anche una madre tossicodipendente che usa i suoi figli per aiutarla a mantenere la sua abitudine.

## È solo una piccola ammaccatura, vero?
- Titolo originale: Log 11: It's Just a Little Dent, Isn't It?
- Diretto da: Hollingsworth Morse
- Scritto da: Preston Wood

### Trama
Reed ammacca il paraurti dell'auto-pattuglia mentre mettono la benzina e si preoccupa per l'intero turno dell'impatto che avrà sulla sua carriera. All'appello, Mac e il tenente parlano agli ufficiali di un uomo che ha intimidito una donna che deve testimoniare del coinvolgimento del figlio dell'uomo in un crimine.

## Reed, quelli hanno il loro lavoro e noi il nostro
- Prima televisiva: Log 131: Reed, the Dicks Have Their Job and We Have Ours
- Diretto da: Hollingsworth Morse
- Scritto da: Preston Wood

### Trama
Reed scopre quanto sia importante il suo lavoro e perché gli investigatori sono chiamati a indagare sugli omicidi quando lui e Malloy vengono chiamati a un altro omicidio.

## Non sei il primo ragazzo che ha avuto problemi
- Titolo originale: Log 91: You're Not the First Guy's Had the Problem
- Diretto da: Alan Crosland, Jr.
- Scritto da: Preston Wood

### Trama
L'agente Stenzler, il migliore amico di Reed dell'accademia di polizia, viene ferito gravemente durante una rapina a mano armata. Malloy, che aveva appena vissuto la stessa esperienza settimane prima con il suo precedente partner, lo aiuta a concentrarsi. Alla fine, Stenzler muore per le ferite riportate in ospedale.

## È tu vuoi che mi sposi!
- Titolo originale: Log 161: And You Want Me to Get Married!
- Diretto da: Phil Rawlins
- Scritto da: Preston Wood

### Trama
Malloy e Reed, durante una serata con amici fuori servizio, la ragazza di Malloy, Donna, vuole portare la loro relazione a un livello superiore. Tuttavia, le chiamate durante il giorno successivo alla forza, vale a dire una disputa interna, Malloy gli confessa di essere scapolo.

## Mi sento uno stupido, Malloy
- Titolo originale: Log 71: I Feel Like a Fool, Malloy
- Diretto da: Alan Crosland, Jr.
- Scritto da: Robert I. Holt

### Trama
Reed impara a tenere sotto controllo il suo ingegno, e lui e Malloy affrontano una denuncia per rumore forte in cui una donna anziana si rifiuta di rispondere, tanto meno di riconoscere, le disperate richieste di aiuto di un'adolescente dopo che la donna scopre di essere in una casa dove viene riprodotta musica ad alto volume per le feste, che porta alla morte per annegamento di una bambina in una piscina nel cortile.

## Il presidente
- Titolo originale: Log 72: El Presidente
- Diretto da: Phil Rawlins
- Scritto da: Robert A. Forward

### Trama
Reed va da Malloy per un consiglio sul calcolo del costo di un bambino e gestisce una serie di chiamate. La chiamata più eccitante della giornata è uno psicopatico che sta sparando all'impazzata nel quartiere.

## Qualcuno ha rubato il mio prato
- Titolo originale: Log 101: Someone Stole My Lawn
- Diretto da: Hollingsworth Morse
- Scritto da: Tom Dunphey

### Trama
Reed si mette a dieta per volere di sua moglie, Jean. Ma, nel frattempo un residente si lamenta del fatto che i paesaggisti abbiano rubato il suo prato.

## Il produttore
- Titolo originale: Log 132: Producer
- Diretto da: Phil Rawlins
- Scritto da: Richard Neil Morgan

### Trama
Mentre Reed e Malloy rintracciano un predatore e affrontano un ragazzino che è rimasto bloccato con la testa in una recinzione, Reed cerca di impegnare la cucciolata per il suo cane ad altri membri del distretto.

## Il Boa Constrictor
- Titolo originale: Log 111: The Boa Constrictor
- Diretto da: Hollingsworth Morse
- Scritto da: Preston Wood

### Trama
Una giovane donna denuncia il furto della sua decappottabile e l'unico indizio che Malloy e Reed hanno a disposizione è quello che sbotta la bionda storta: il grande boa constrictor tenuto nel bagagliaio. 

## La fuga
- Titolo originale: Log 61: The Runaway
- Diretto da: Phil Rawlins
- Scritto da: Noel Nosseck

### Trama
Reed si eccita quando gli viene chiesto di dare una mano nel suo primo grande fallimento per droga, ma si scopre che ha un finale deludente non per colpa sua. Nel frattempo, Malloy e Reed aiutano con una ragazza adolescente che è scappata di casa e sta con un uomo doppio della sua età.

## È natale: il furgone giallo
- Titolo originale: Log 122: Christmas: The Yellow Dump Truck
- Diretto da: Hollingsworth Morse
- Scritto da: Preston Wood

### Trama
Reed appende l'importanza di svolgere attività di beneficenza quando lui e Malloy distribuiscono scatole per l'assistenza natalizie donate alle famiglie povere e bisognose.

## La lunga passeggiata
- Titolo originale: Log 81: The Long Walk
- Diretto da: Phil Rawlins
- Scritto da: Robert C. Dennis

### Trama
Reed scopre quanto sia importante sostenere il suo partner quando lui e Malloy rispondono a un allarme silenzioso e finiscono in una sparatoria in un magazzino con tre sospetti armati.

## Lo schiaffo di Jimmy Eisley
- Titolo originale: Log 36: Jimmy Eisley's Dealing Smack
- Diretto da: Hollingsworth Morse
- Scritto da: Preston Wood

### Trama
Nel frattempo, mentre cercano un stunt professionista nel dipartimento, Malloy e Reed sgominano un giro di narcotici quando fanno irruzione nell'appartamento di uno spacciatore di droga. Reed, che tra l'altro presidente del comitato per l'intrattenimento del partito, trova finalmente il suo interprete  per un mandato di comparizione a un intrattenitore di musica country che è testimone in una causa fiscale.

## Furti di cavalli
- Titolo originale: Log 62: Grand Theft Horse?
- Diretto da: Hollingsworth Morse
- Scritto da: Richard Neil Morgan

### Trama
Un texano è il principale sospettato di un furto di cavalli; Reed e Malloy hanno a che fare con una ragazza in fuga; e un rapinatore da false chiamate per distrarre la polizia.

## È successo tutto in fretta
- Titolo originale: Log 33: It All Happened So Fast
- Diretto da: Bruce Kessler
- Scritto da: Preston Wood

### Trama
Per la prima volta nella sua carriera, Reed spara e uccide un cecchino che tra l'altro è un minorenne. Il tenente Moore cerca quindi di determinare se si trattasse di una sparatoria giustificata oppure no.

## L'hai fatto esplodere
- Titolo originale: Log 112: You Blew It
- Diretto da: Phil Rawlins
- Scritto da: Robert Forward

### Trama
Malloy esplode due volte, prima quando viene addobbato da un cliente scontroso del bar e poi quando lui e Reed lasciano una violazione del codice della strada per rispondere ad un disturbo di un uomo con un coltello prima che gli Affari interni giustificano che il controllo è completato.

## Un ponticello - Codice due
- Log 51: A Jumper - Code Two
- Diretto da: Harry Morgan
- Scritto da: Richard Neil Morgan

### Trama
Malloy salta di nuovo quando cerca una soluzione pericolosa per catturare un suicida in un condominio.

## Sono ancora un poliziotto
- Titolo originale: Log 73: I'm Still a Cop
- Diretto da: Phil Rawlins
- Scritto da: Harold Jack Bloom

### Trama
Malloy sta studiando per il suo master in giustizia penale, ma i disordini al college diventano l'ultima delle sue preoccupazioni quando molti dei suoi studenti, pianificano una protesta contro la guerra in Vietnam.

## Non possiamo allontanarci più di tanto
- Titolo originale: Log 102: We Can't Just Walk Away from It
- Diretto da: Phil Rawlins
- Scritto da: Sheldon Stark

### Trama
Mentre indagano su un caso di overdose, Malloy e Reed corrono contro il tempo per impedire ad un tossicodipendente di 17 anni, emotivamente al  limite, convincendo i genitori del ragazzo di commettere una grave sciocchezza.

## Un poliziotto morto non può aiutare nessuno
- Titolo originale: Log 152: A Dead Cop Can't Help Anyone
- Diretto da: Hollingsworth Morse
- Scritto da: Michael Donovan

### Trama
Reed viene deriso dal suo collega Ed Wells, un ragazzo saggio che corre rischi inutili e sconsiderati per arrestare i sospetti. Ma, quando Wells viene ferito da un pericoloso cecchino, Malloy e Reed sono costretti a salvare Wells e trovare un modo per porre fine alla situazione di stallo.

## Stava cercando di uccidermi
- Titolo originale: Log 12: He - He Was Trying to Kill Me
- Diretto da: Hollingsworth Morse
- Scritto da: Robert I. Holt

### Trama
Malloy e Reed rispondono ad un caso di abbandono e abuso di minore quando una bambina di 6 anni è a casa da sola nel suo appartamento e si prende cura della sua sorellina, che viene poi trovata sdraiata su delle coperte nella vasca da bagno, e i due chiamano il Dipartimento dei Servizi Sociali.

## Le cose che fai al lavoro
- Titolo originale: Log 192: Boy...the Things You Do for the Job
- Diretto da: Hollingsworth Morse
- Scritto da: Michael Donovan

### Trama
Una giovane donna ricca diventa ossessionata da Malloy dopo che lui l'ha fermata per una violazione del codice stradale e non è rimasta affascinata dal suo fascino.

## Digli che lo ha spinto troppo forte
- Titolo originale: Log 92: Tell Him He Pushed Back a Little Too Hard
- Diretto da: Phil Rawlins
- Scritto da: Preston Wood

### Trama
Malloy e Reed rispondono numerose volte a una disputa tra due vicini di casa che litigano continuamente per il motoscafo che possiedono.

## Quindi quell'uomo va in quel bar, e...
- Titolo originale: Log 22: ...So This Little Guy into This Bar, and...
- Diretto da: Phil Rawlins
- Scritto da: Preston Wood

### Trama
La storia del cane di Reed fallisce quando prova a raccontare una barzelletta, che ha sentito per la prima volta dall'agente Ed Wells, ai suoi colleghi poliziotti.